# Саїд Хашем Абубакр
Саїд Хашем Абубакр (д/н — 1480) — 1-й султан Сулу в 1450—1480 роках. Повне ім'я Абу-Бакр Шариф уль-Хашим.

## Життєпис
Вів свій родовід від пророка Мухаммеда, по материнській лінії до Сайєда Зайнула Абідіна, нащадка в 14 поколінні Хусейна ібн Алі. Народився в Джохорі (сучасна Малайзія). Тоді звався Сайїд Абу Бакр бін Абірін. До 1430 року мешкав у Малакці, де займався торгівлею. Згідно брунейських хронік згодом перебрався до Палембангу, а звідси прибув до Брунею, де деякий час займався торгівлею та формував загони прибічників.
Прибувши до Буансу, столицю раджаната Сулу. Спочатку навернув місцеві племена таусугів до ісламу, доручивши вождям цих племен підкупити гірські племена їжею та одягом. Останні також визнали владу Абу-Бакра. У 1450 одружився з Парамісалі (післяприйняття ісламу — Фатьма Ашахрайн), донькою Багінди, раджі Західного Сулу, успадкував його володіння, заснувавши султанат Сулу. Припускають, що це сталося внаслідок заколоту. Можливо вАбу-Бакр, спочатку повалив раджу, а потім пошлюбив його доньку (чи навпаки). Прийняв титул Падука Манасарі Хуссейн аль Шариф-уль-Хашим (Священний володар і покровитель, султан, шариф Хашимід).
Впровадив перший на Сулу звід законів «Диван», заснований на Корані. При ньому почалося формування політичних та соціальних інститутів на основі мусульманської традиції та шаріату і зміцнення ісламу як державної релігії. Значно розширив межі раджанату, впідкоривши навколишні острови. Усі землі султан розділив на 5 частин, де поставив намісників (пангліми).
Помер 1480 року. Йому спадкував старший син Камаль уд-Дін.